# ISO 3166-2:GM
ISO 3166-2:GM — стандарт Международной организации по стандартизации, который определяет геокоды. Является подмножеством стандарта ISO 3166-2, относящимся к Гамбии. Стандарт охватывает 5 округов и 1 город - Банжул, Гамбии. Каждый геокод состоит из двух частей: кода Alpha2 по стандарту ISO 3166-1 для Гамбии — GM и дополнительного кода, записанных через дефис. Дополнительный однобуквенный код образован созвучно: аббревиатуре названия округа, города. Геокоды округов и города являются подмножеством кодов домена верхнего уровня — GM, присвоенного Гамбии в соответствии со стандартами ISO 3166-1.

## Геокоды Гамбии
Геокоды 5 округов и 1 города административно-территориального деления Гамбии.
| Геокод | Административная единица | Статус |
| ------ | ------------------------ | ------ |
| GM-B   | Банжул                   | город  |
| GM-L   | Нижняя Река              | округ  |
| GM-M   | Центральная Река         | округ  |
| GM-N   | Северный Берег           | округ  |
| GM-U   | Верхняя Река             | округ  |
| GM-W   | Западный                 | округ  |

## Геокоды пограничных Гамбии государств
- Сенегал — ISO 3166-2:SN (на севере, на западе, на юге).